# Bernardinia
Bernardinia é um género botânico pertencente à família Connaraceae.
Segundo o Angiosperm Phylogeny Website este género é sinónimo de Rourea Aubl.
No Brasil está representado por uma única espécie endémica, Bernardinia fluminensis e por duas variedades também endémicas, Bernardinia fluminensis var. fluminensis e Bernardinia fluminensis var. villosa.